# Cylinder Nabonida z Sippar

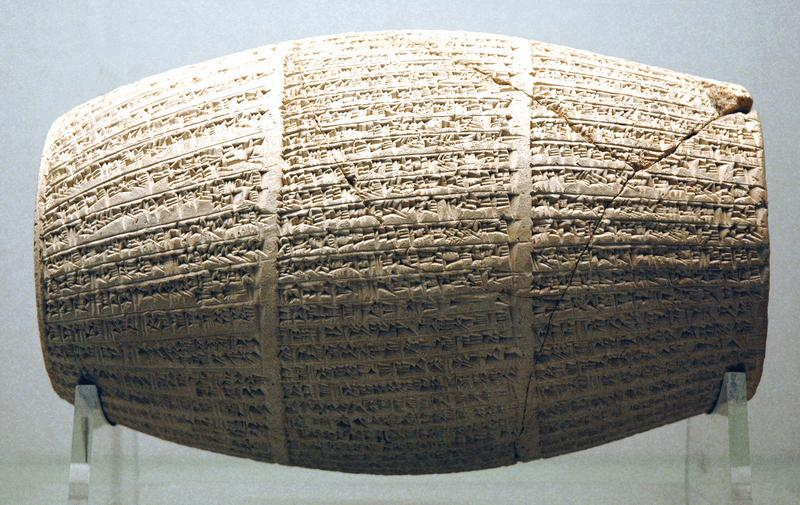
Cylinder Nabonida z Sppar (BM 91109) w zbiorach Muzeum Brytyjskiego

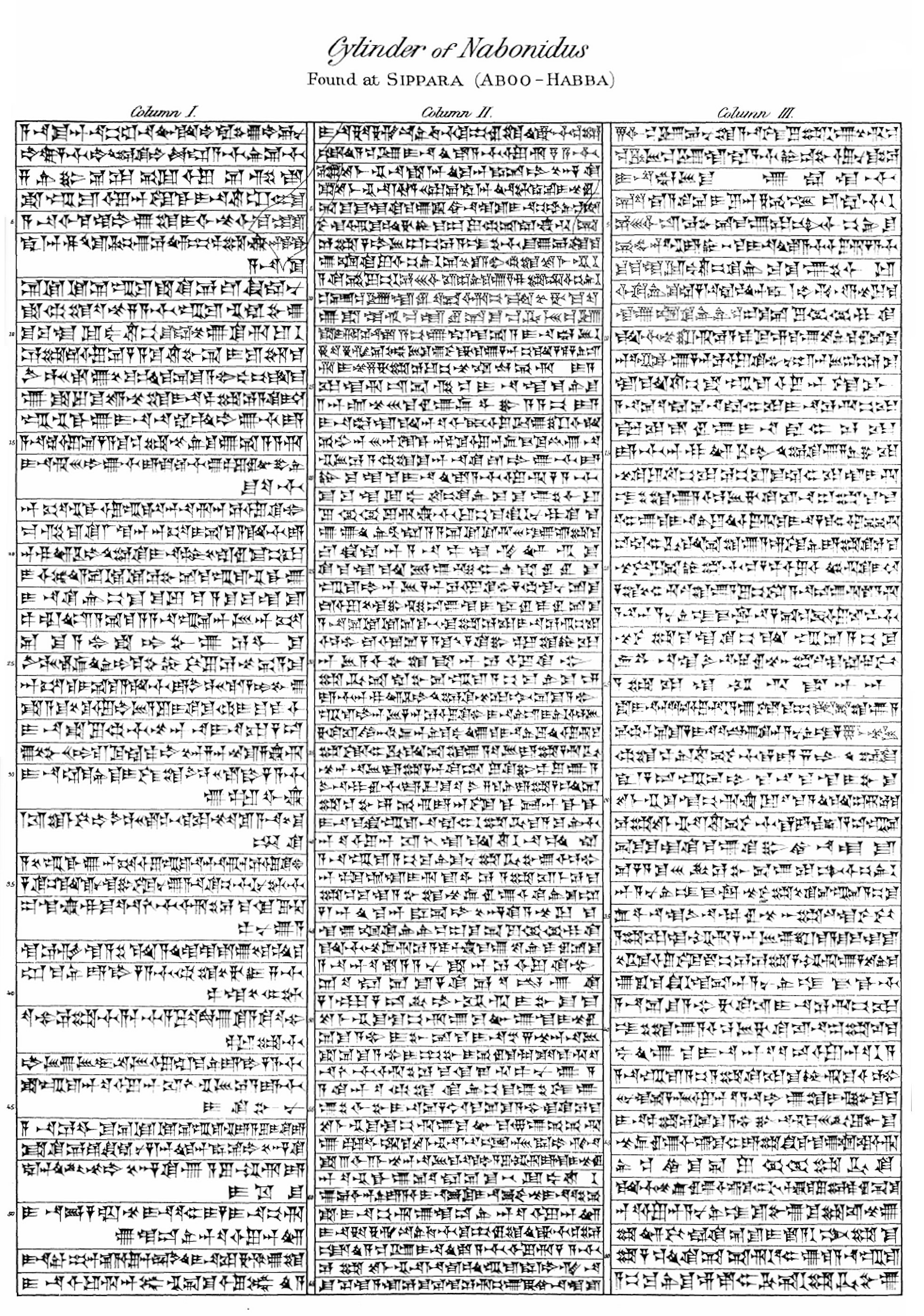
Autografia inskrypcji z cylindra Nabonida z Sippar

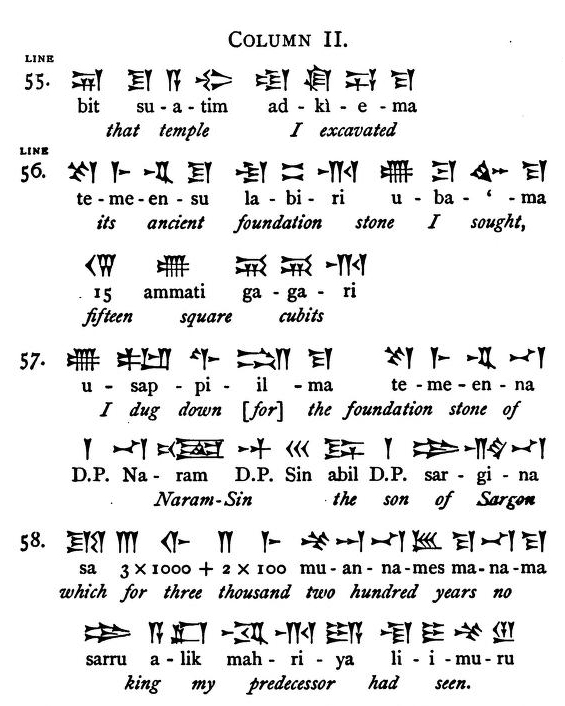
Fragment inskrypcji z cylindra Nabonida z Sippar opisujący odkrycie depozytu fundacyjnego Naram-Sina z Akadu w fundamentach świątyni E-babbar w Sippar

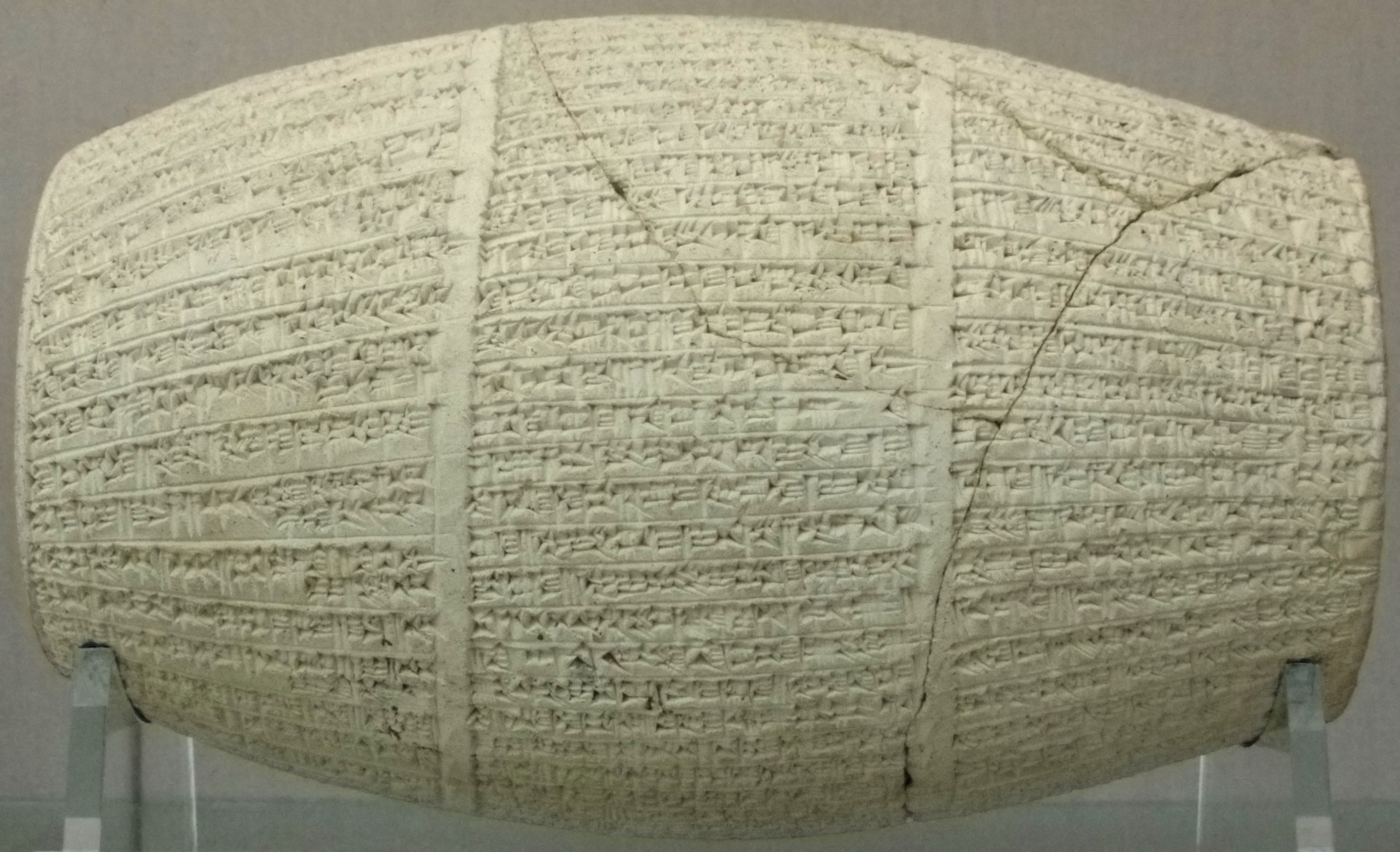
Inne zdjęcie przedstawiające cylinder Nabonida z Sippar

Cylinder Nabonida z Sippar – inskrybowany gliniany cylinder nowobabilońskiego króla Nabonida (556–539 p.n.e.) odnaleziony przez Hormuzda Rassama w ruinach starożytnego miasta Sippar (wsp. Abu Habba) w Iraku. W 1882 roku zabytek znalazł się w zbiorach Muzeum Brytyjskiego (nr rejestr. 1882,0714.1025) i tam też znajduje się obecnie (nr inwent. BM 91109). W inskrypcji na cylindrze Nabonid opisuje swe prace budowlane w miastach Harran, Sippar i Sippar-Anunitu.
Cylinder odnaleziony został w starożytnym mieście Sippar w miejscu zajmowanym niegdyś przez świątynię boga słońca Szamasza. Zabytek ma wysokość 22,86 cm i średnicę 9,20 cm. Na cylindrze umieszczona jest inskrypcja fundacyjna Nabonida zapisana pismem klinowym w trzech kolumnach.
Na początku inskrypcji wymieniona zostaje tytulatura Nabonida:

„Nabonid, wielki król, potężny król, król wszechświata, król Babilonu, król czterech stron świata, opiekun E-sagili i E-zidy, dla którego Sin i Ningal w łonie jego matki wyznaczyli królewski los jako jego przeznaczenie, syn Nabu-balassu-iqbi, mądry książę, czciciel wielkich bogów”

Dalej przedstawiona zostaje opowieść o bogu Sinie, który rozgniewany na swój lud w Harranie rozkazuje Medom zdobyć to miasto i zniszczyć znajdującą się tam jego świątynię E-hulhul. Dopiero wstąpienie na tron babiloński Nabonida sprawia, że Sin łagodzi swój gniew i postanawia pojednać się ze swym miastem. We śnie zesłanym na Nabonida bogowie Marduk i Sin nakazują mu odbudowę świątyni E-hulhul:

„Na początku mego wiecznego panowania zesłali mi oni sen. Marduk, wielki pan, i Sin, światło niebios i świata podziemnego, stali razem. Marduk rzekł do mnie: Nabonidzie, królu Babilonu, przywieź cegły na swym koniu, odbuduj E-hulhul i spraw aby Sin, wielki pan, ustanowił swą siedzibę we wnętrzu tej świątyni”

Następnie Nabonid wspomina o Cyrusie, który przy wsparciu bogów Marduka i Sina odniósł zwycięstwo nad Astyagesem, królem Medów. Zwycięstwo to wykorzystał Nabonid odbijając Harran z rąk Medów, dzięki czemu mógł przystąpić do odbudowy świątyni boga Sina w tym mieście. Odbudowie samej świątyni poświęcony jest długi fragment tekstu opisujący m.in. przygotowania i „prace wykopaliskowe” w poszukiwaniu depozytów fundacyjnych poprzednich władców:

„Aby odbudować E-hulhul, świątynię Sina (...) która jest w Harranie, którą Aszurbanipal, król Asyrii, syn Asarhaddona, książę który panował przede mną, odbudował, zgromadziłem me liczne oddziały od Gazy na granicy z Egiptem, w pobliżu Górnego Morza po drugiej stronie Eufratu, aż do Dolnego Morza, królów, książęta, zarządców i me liczne oddziały, które Sin, Szamasz i Isztar – moi panowie – powierzyli mi. W sprzyjającym miesiącu, w pomyślny dzień, który Szamasz i Adad ujawnili mi za pomocą wróżb, z mądrością Ea i Asarluhi, z umiejętnościami egzorcysty, według sztuki boga Kulla, pana fundamentów i budownictwa (...) w radości i zadowoleniu na depozycie fundacyjnym Aszurbanipala, króla Asyrii, który znalazł fundamenty Salmanasara (III), syna Aszurnasirpala (II), oczyściłem jej fundamenty i położyłem jej cegły”

Po ukończeniu prac budowlanych Nabonid rozkazał sprowadzić z Babilonu do Harranu w uroczystej procesji posągi bogów Sina, Ningal, Nusku oraz Sadarnunny. Po wprowadzeniu ich do świątyni E-hulhul Nabonid złożył im ofiary i dary. Fragment dotyczący świątyni E-hulhul w Harranie kończy modlitwa do Sina z prośbą o przychylność dla Nabonida. Kolejny fragment inskrypcji na cylindrze poświęcony jest odbudowie E-babbar, świątyni boga Szamasza w Sippar. I w tym przypadku odbudowę świątyni poprzedziły „prace wykopaliskowe”:

„Po tym jak wyprowadziłem boga Szamasza z jej wnętrza i umieściłem go w innym sanktuarium, usunąłem gruzy tej świątyni i szukając jej starych depozytów fundacyjnych wkopałem się w ziemię na głębokość 18 łokci. I wtedy Szamasz, wielki pan, odsłonił przede mną pierwotne fundamenty E-babbar, jego ulubionej siedziby, poprzez ujawnienie depozytu fundacyjnego Naram-Sina, syna Sargona, którego żaden z poprzedzających mnie królów nie odnalazł przez 3200 lat”

Po zakończeniu prac posąg boga Szamasza uroczyście wprowadzony został z powrotem do świątyni. Fragment tekstu poświęcony świątyni E-babbar w Sippar również kończy modlitwa o pomyślność dla Nabonida, ale tym razem skierowana do boga Szamasza. Inskrypcja opisuje następnie odbudowę E-ulmasz, świątyni bogini Anunitu w Sippar-Anunitu:

„Dla Anunitu – pani wojny, która nosi łuk i kołczan, która wypełnia rozkazy Enlila, jej ojca, która unicestwia wroga, która niszczy złego, która idzie przed bogami, która o wschodzie i zachodzie słońca sprawia, że złowieszcze znaki stają się dla mnie sprzyjającymi – wykopałem, przebadałem i pomierzyłem stare fundamenty E-ulmasz, jej świątyni, która jest w Sippar-Anunitu (...) i na depozycie fundacyjnym Szagarakti-Szuriasza, syna Kudur-Enlila, oczyściłem jej fundamenty i położyłem jej cegły. Zbudowałem tę świątynię od nowa i ukończyłem swą pracę”

W dalszej części tekstu Nabonid prosi Anunitu, aby ta wstawiła się za nim u boga Sina. W końcu inskrypcji Nabonid zwraca się do przyszłych królów, aby ci  – po znalezieniu jego inskrypcji w trakcie własnych prac budowlanych – nie usuwali jej, ale potraktowali ją z szacunkiem i umieścili z powrotem w miejscu znalezienia.
Cały tekst napisany został już po powrocie Nabonida z oazy Tema w Arabii w jego trzynastym roku panowania, ale jeszcze przed wybuchem wojny z Cyrusem II Wielkim. Inna kopia tego tekstu odnaleziona została w pałacu królewskim w Babilonie i obecnie przechowywana jest w Muzeum Pergamońskim w Berlinie.